# Пер (гора)
Пер — курган (гора) на півдні Молдовської височини. Розташований на кордоні Кантемірського та Кагульського районів Молдови.
Розташований на південній околиці села Чобалакчія. Висота — 263 м. Курган вкритий степової рослинністю.
| Молдова | Це незавершена стаття з географії Молдови. Ви можете допомогти проєкту, виправивши або дописавши її. |